# The Magicks of Megas-tu
"The Magicks of Megas-tu" és el vuitè episodi de la primera temporada de la sèrie de televisió animada de ciència-ficció estatunidenca Star Trek. Es va emetre per primera vegada a NBC el 27 d'octubre de 1973, i va ser escrit per Larry Brody, que originalment havia presentat la idea per a la tercera temporada de Star Trek (sèrie original). Tanmateix, segons Brody, el diàleg va ser reescrit principalment pel creador de la sèrie Gene Roddenberry.
Ambientada al segle XXIII, la sèrie segueix les aventures del capità James T. Kirk (amb la veu de William Shatner) i la tripulació de la nau estel·lar Enterprise. En aquest episodi, mentre explora el centre de la galàxia, la tripulació de l'Enterprise és transportada per un extraterrestre anomenat Lucien al planeta Megas-Tu, on la màgia i la bruixeria són normals. Kirk i la tripulació són jutjats pels residents en resposta als Judici a les Bruixes de Salem.
La presentació original de Brody presentava Déu en comptes del Diable, però això es va canviar després que la idea fos rebutjada pels executius de la NBC. Els crítics han escrit positivament sobre l'episodi, elogiant el treball de disseny pels efectes màgics. Es va comparar amb l'episodi "Els fillastres de Plató" de la sèrie original, però es va pensar que era una millora. Després de l'emissió, Alan Dean Foster va crear una novel·lització de "The Magicks of Megas-tu" i s'ha llançat en una varietat de formats de mitjans domèstics.

## Argument
Mentre explorava a prop del centre de la galàxia, la nau estel·lar de la Federació USS Enterprise queda atrapada dins d'un vòrtex d'energia/matèria i els seus sistemes informàtics fallen. Un ésser anomenat Lucien apareix al pont, repara els sistemes de la nau i porta la tripulació a explorar el seu planeta, Megas-Tu, sobre el qual diferents lleis físiques permeten l'existència de la màgia i la bruixeria. De sobte espantat davant l'aproximació d'altres megans, Lucien teletransporta la tripulació de nou a l'Enterprise per evitar el seu descobriment.
Mentre espera, la tripulació de l'"Enterprise" experimenta amb l'ús de la màgia. Lucien adverteix a la tripulació que els seus experiments cridaran l'atenció no desitjada, però és massa tard. La tripulació de l' Enterprise és transportada al que semblava ser Salem durant un judici a bruixes el 1691. Els megans eren una espècie sense edat que, en un moment, vivia a la Terra. Contràriament a la suposició moderna, les executades durant els judicis de bruixes eren totes bruixes reals, que va ser com els megans van ser expulsats de la Terra. Els megans posen a prova la humanitat i la tripulació de l' Enterprise pel que van fer els humans a la seva gent. El Capità Kirk testifica que la humanitat ha progressat des de 1691. En examinar els registres de la seva nau, els megans conclouen que l'"Enterprise" que ha arribat a Megas-Tu va ser un accident estrany i no han de témer la incursió humana. Tanmateix, Lucien és condemnat a l'aïllament etern per portar humans al món dels megans.
Kirk argumenta que aquest és un càstig irracionalment cruel en el cas de Lucien, que sol entre els megans va buscar humans per fer-los companyia. Els megans afirmen que Lucien és Lucifer, però Kirk només es burla d'això, ja que no creu en la historicitat de les tradicions cristianes, i s'enfronta als megans en una batalla màgica per determinar el destí d'en Lucien. Aleshores, els megans revelen que la seva amenaça de castigar Lucien era només una prova per determinar si la humanitat havia canviat realment. A partir de la compassió de Kirk, donarien la benvinguda a futures visites humanes al seu planeta. Tornen l' Enterprise al seu univers natal.

## Producció
El 1969, l'escriptor Larry Brody va presentar una sèrie d'idees per a la tercera temporada de Star Trek (sèrie original). No estava segur de fins on es van portar aquestes idees de la història a través de l'equip de producció i si el creador de la sèrie Gene Roddenberry les havia vist mai. Entre les idees hi havia la trama que més tard es va convertir en "The Magicks of Megas-tu". Tres anys més tard, el 1972, Brody va ser convidat per la productora D.C. Fontana a presentar idees per a un episodi de Star Trek (sèrie animada). Quan el va presentar a Fontana, ella el va portar a una habitació amb Roddenberry. El creador de Star Trek es va mostrar satisfet amb la idea de "The Magicks of Megas-tu", dient que havien intentat fer un episodi basat en màgia ("Gat amagat") a la segona temporada de La sèrie original, però no estava satisfet amb els efectes a causa de les limitacions pressupostàries.
En aquest punt, la trama es refereix a la tripulació de l' Enterprise que es troba amb Déu a l'espai, cosa que Roddenberry havia volgut incloure'l a La sèrie original, però els executius de NBC Primetime l'havien rebutjat. Va pensar que aquesta idea podria ser agradable per als executius de Daytime. Roddenberry va pensar que aquest episodi funcionaria millor en forma animada i va demanar a Brody que elaborés un guió complet. Brody va tornar a casa i va començar a treballar en el guió immediatament, amb ganes de millorar-lo molt més enllà del punt que havia desenvolupat quan el va presentar per a La sèrie original.
Roddenberry va portar la idea de Déu als executius de la NBC, que estaven preocupats pel "llamp de llum encegador" que representava Déu. Van rebutjar la inclusió de Déu, i l'equip de producció es va adonar que havien de moure l'episodi cap a la màgia en lloc de la religió. Brody va tornar a escriure la història per incloure el Diable en comptes de Déu. El guió va passar per diverses reescriptures, Fontana i Brody es reuniren per discutir els canvis que Roddenberry havia demanat. Més tard, Brody es va penedir de no haver parlat directament amb Roddenberry, ja que de vegades no entenia quins canvis se li demanava que fes. Fontana era conscient del contingut polèmic de l'episodi, i més tard va dir que algunes persones sentien que "The Magicks of Megas-tu" tractava amb el Diable amb simpatia, però creia que era bo.
Després de l'enviament del guió, Roddenberry va reescriure el diàleg fins al punt que Brody no en va reconèixer cap quan va rebre la versió final. Tanmateix, el nom de Brody hi va romandre acreditat. Després, va ser convidat a assistir a la sessió de gravació del repartiment de l'episodi, on va conèixer els actors, com Shatner i Nimoy. "The Magicks of Megas-tu" va ser un dels dos episodis de La sèrie animada presentada anteriorment per a Star Trek d'imatge real, l'altra és "More Tribbles, More Troubles de David Gerrold". Brody va escriure més tard l'episodi "Tatuatge" per a la segona temporada de Star Trek: Voyager.

## Recepció i mitjans domèstics
"The Magicks of Megas-tu" es va emetre per primera vegada a NBC el 27 d'octubre de 1973. Mark A. Altman i Edward Gross, al seu llibre Trek Navigator (1998), consideren que "The Magicks of Megas-tu" és un dels millors episodis d'animació. Van explicar que, tot i que era bastant ambiciós i embriagador per a un programa infantil de dissabte al matí, "d'alguna manera és adequat que Star Trek sigui capaç d'aconseguir-ho amb èxit". Van comparar aquest episodi amb l'episodi d'imatge real de Star Trek "Els fillastres de Plató" on Kirk i la seva tripulació també obtenen superpoders, dient que era "un episodi millor, ja que Kirk defensa el cas de la humanitat als megans". Van destacar que l'episodi representa a Kirk defensant amb èxit a Lucifer del desterrament i assenyalant que no serà víctima de supersticions llegendàries. Van donar a l'episodi tres de quatre estrelles.
A la seva columna "One Trek Mind" per al lloc web oficial de Star Trek, publicada el desembre de 2014, Jordan Hoffman va descriure l'episodi com "bastant bonic de veure", però també com l'episodi "més estrany" de la franquícia. Hoffman va dir que la batalla màgica entre Kirk i el fiscal dels megans era "indescriptible", i va comparar una escena amb tenir Kirk "atrapat dins d'un embolcall gegant de xiclet". Va pensar que la revelació de Lucien com el Diable i el final de l'episodi no es podrien repetir a la televisió moderna.
El gener de 2014, Witney Seibold quan escrivia per a CraveOnline, va dir que "The Magicks of Megas-tu" era el millor episodi de "La sèrie animada". Seibold va dir que va obrir una sèrie de preguntes, com ara "La criatura més malvada que existeix mereix drets com a individu?", i va afegir que la seqüència d'acció on el capità Kirk dispara un llamp de les seves mans era "molt genial". Tanmateix, Michelle Erica Green a la seva ressenya de març del 2011 per a TrekNation va descriure l'episodi com a tan dolent que va pensar que els fans només el miraven per jugar a joc de beure. Després de la seva ressenya, va planejar tornar a fingir que la "terrible" "The Magicks of Megas-tu" no va existir mai.
L'episodi va ser ampliat per Alan Dean Foster a la novel·la Star Trek: Log 3 juntament amb els episodis "Once Upon a Planet" i "Mudd's Passion". "The Magicks of Megas-tu" es va publicar en LaserDisc com a part de la sèrie. La primera estrena de Star Trek: The Animated Series en DVD es va fer en produccions de fans. El llançament oficial del DVD va ser el 21 de novembre de 2006 als Estats Units, que era un únic llançament que contenia tots els episodis de les dues temporades de la sèrie.